# Jiaozhou
Jiaozhou léase Chiáo-Zhóu (en chino:胶州市, pinyin:Jiāozhōu shi, en alemán:Kiautschou) es un municipio bajo la administración directa de la ciudad-prefectura de Qingdao. Se ubica al este de la provincia de Shandong, sur de la República Popular China. Su área es de 1324 km² y su población total para 2018 fue de +900 mil habitantes.

## Administración
El municipio de Jiaozhou se divide en 12 pueblos que se administran en 8 subdistritos y 4 poblados.